# Faul & Wad Ad
Faul & Wad Ad è un duo di DJ francesi, divenuto noto con il singolo di genere deep house intitolato Changes.

## Storia del gruppo
Faul (che significa pigro in tedesco), pseudonimo di French DJ Maxime e Wad Ad (nome d'arte del dj francese, vero nome Camil Meyer) erano già amici ai tempi della scuola e incominciarono a fare musica assieme durante i loro studi. In un'intervista Faul & Wad raccontano come hanno scoperto la canzone. Nel 2013 ascoltarono su YouTube la canzone Baby, scritta da Pnau, un gruppo musicale di Sydney, in Australia. "Ci è piaciuta la canzone, così abbiamo deciso di utilizzare il coro in una traccia separata... l'abbiamo inviata a Pnau ed erano entusiasti". Nel maggio 2013, Faul & Wad Ad riadattarono la canzone in stile Deep House, la misero online con il nome di "Changes". La canzone divenne subito una hit internazionale, arrivando perfino alla prima posizione nella Offizielle Deutsche Charts, la classifica ufficiale dei singoli tedeschi.

## Discografia

### Singoli
| Anno | Titolo  | Posizione in classifica | Posizione in classifica | Posizione in classifica | Posizione in classifica | Posizione in classifica | Posizione in classifica | Posizione in classifica | Posizione in classifica | Posizione in classifica | Certificazioni |
| Anno | Titolo  | AUT                     | BEL (FL)                | BEL (WA)                | FRA                     | GER                     | NLD                     | SPN                     | SWE                     | SWI                     | Certificazioni |
| ---- | ------- | ----------------------- | ----------------------- | ----------------------- | ----------------------- | ----------------------- | ----------------------- | ----------------------- | ----------------------- | ----------------------- | -------------- |
| 2013 | Changes | 2                       | 3                       | 6                       | 20                      | 1                       | 67                      | 36                      | 57                      | 4                       |                |